# سربازی اجباری در کره جنوبی
سربازی اجباری در کره جنوبی از سال ۱۹۵۷ وجود داشته‌است و شهروندان مرد ۱۸ تا ۳۵ ساله را ملزم به انجام خدمت وظیفه عمومی می‌کند. زنان ملزم به انجام خدمت سربازی نیستند اما ممکن است به صورت داوطلبانه به ارتش بپیوندند.

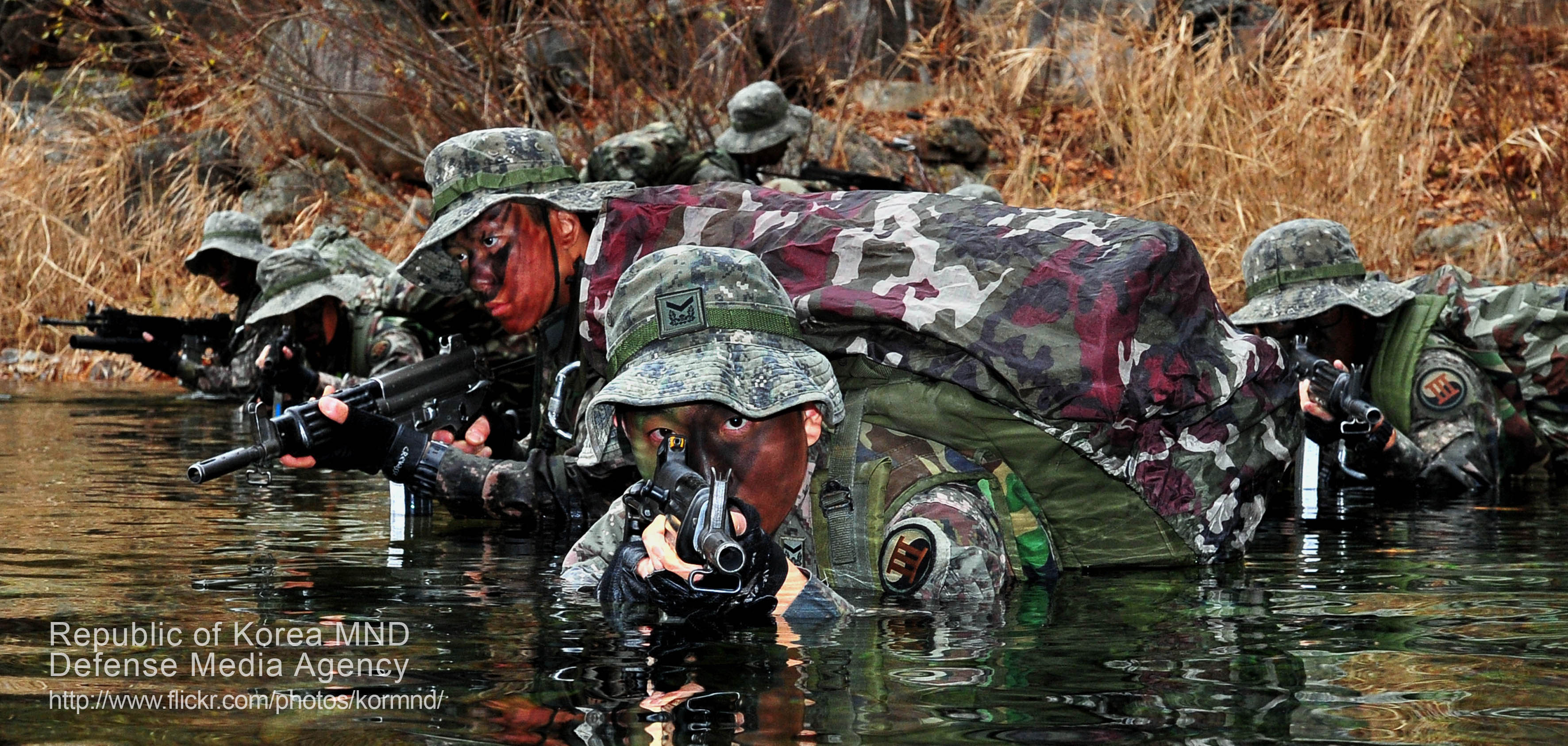
سربازان کره جنوبی در حال تمرین